# O Casamento de Muriel
Muriel's Wedding (pt / br: O Casamento de Muriel) é um filme australiano de 1994.

## Sinopse
Muriel (Toni Collette), é uma moça desengonçada, fã incondicional do grupo sueco ABBA, que procura ser feliz em meio a uma família problemática e uma rotina enfadonha. Vivendo em uma pequena cidade da Austrália, ela, depois de roubar uma quantia de dinheiro de seu pai, decide fugir para Sydney com a melhor amiga (Rachel Griffiths), consegue um casamento com um famoso nadador que se revela um fracasso, a paraplegia da amiga a morte da mãe e outras passagens que fazem o enredo desta comédia recheada de momentos engraçados que falam sobre amizade, amor, felicidade, rejeição e tantos outros sentimentos.